# Nedeffe
Nedeffe, auch Netfe oder Netphe, und nicht zu verwechseln mit der Stadt Netphen, ist eine Dorfwüstung in der Nähe von Frankenberg im nordhessischen Landkreis Waldeck-Frankenberg.
Ihre genaue Lage ist bisher unbekannt; sie wird im Bereich des historischen Gerichts Wolkersdorf und im Tal der Nemphe vermutet.

## Geschichte
Zur Geschichte der Siedlung ist nur wenig bekannt:
- Im Jahre 1243 schenkten die Edelfreien von Naumburg dem Kloster Haina den Zehnten in Netphe.[3]
- Am 4. August 1324 verkaufte Eckhard von Helfenberg dem Mainzer Erzbischof Matthias von Buchegg die Hälfte des Dorfes Wolkersdorf, die Wüstung Netfe und Gramishain.[4][5]
- Im Jahre 1336 wird der wohl bereits wüst gefallene Ort als ein Zubehör von Wolkersdorf bezeichnet.[6]